# Desire Dubounet
Desiré D. Dubounet (19 de junio de 1951) es una inventora de medicina alternativa, cineasta y artista estadounidense que actualmente vive en Budapest. Dubounet desarrolló el pseudocientífico Electro Physiological Feedback Xrroid, un dispositivo de medicina energética que se considera peligroso para la salud y ha sido descrito como una estafa.

## Biografía
Dubounet desarrolló el dispositivo pseudocientífico EPFX a finales de los años 1980, que supuestamente afirmaba que podía diagnosticar y eliminar enfermedades como el SIDA y el cáncer. El dispositivo EPFX se describe como un sistema que equilibra fuerzas "bioenergéticas"; las fuerzas bioenergéticas no existen. Algunas personas murieron después de utilizar el sistema EPFX en lugar de buscar o continuar recibiendo atención médica.
En 1992, la Administración de Alimentos y Medicamentos de los Estados Unidos ordenó a Dubounet que dejara de afirmar que el EPFX podía diagnosticar o curar enfermedades, pero no lo hizo; en 1996 fue acusada de nueve cargos de fraude grave, aunque ninguno estaba relacionado con el EPFX. Dubounet desde entonces abandonó los Estados Unidos. En 1997 recibió una patente para un proceso de fabricación de "remedios" homeopáticos. Se han vendido al menos 10.000 dispositivos EPFX en Estados Unidos.
Dubounet reside actualmente en Budapest, y actúa en el club nocturno Bohemian Alibi. También produjo y protagonizó la comedia anglo-húngara The Story of F***. Dubounet también dirigió la comedia erótica Paprika Western.